# Reise durch verschiedene Provinzen des russischen Reichs
Reise durch verschiedene Provinzen des russischen Reichs (abreviado Reise Russ. Reich.) es un libro con ilustraciones y descripciones botánicas que fue escrito por el zoólogo y botánico alemán, célebre por sus trabajos en Rusia; Peter Simon Pallas. Fue publicado en San Petersburgo en 3 volúmenes en los años 1771-1776.

## Publicación
- Volumen n.º 1, 1771;
- Volumen n.º 2(1), 1773; vol. 2(2), 1773;
- Volumen n.º 3(1), 1776; vol. 3(2), 1776